# جاك ميتشيل (مؤلف)
جاك ميتشل (بالإنجليزية: Jack Mitchell)‏ هو رجل أعمال أمريكي ومؤلف ومتحدث تحفيزي. وهو رئيس مجلس إدارة مجموعة متاجر ميتشل. عام 2005 تم إدراجه في قائمة مجلة Inc. لأكثر 26 من رواد الأعمال إثارة للاهتمام.

## النشاة والتعليم
حصل ميتشل على درجة البكالوريوس في الآداب من جامعة ويسليان في عام 1961، ثم حصل لاحقًا على درجة الماجستير في الآداب في التاريخ الصيني من جامعة كاليفورنيا، بيركلي، في عام 1963، وكان يخطط ليصبح دبلوماسي متخصص في العلاقات الصينية الأمريكية.

## العمل
تأسست عائلة متاجر ميتشل عام 1958 باسم "إد ميتشل" من قبل والدي ميتشل، إد ونورما ميتشل. كان المتجر الأصلي في ويستبورت، كونيتيكت، يضم 800 وحدة فقط قدم مربع 2 من المساحة وخمسة أنماط من بدلات الرجال. انضم جاك إلى الشركة في عام 1969. استحوذت الشركة على ريتشاردز في غرينتش، كونيتيكت عام 1995، ومارش في لونغ آيلاند، نيويورك، عام 2005 (والتي تسمى الآن ميتشلز)، وويلكس باشفورد في سان فرانسيسكو وبالو ألتو في عام 2009، وماريوس في سياتل وبورتلاند، أوريغون، في أكتوبر 2015. استحوذت شركة Mitchells Stores على شركة Stanley Korshak عام 2025.

## الأعمال المنشورة
- احتضن عملائك: الطريقة المُجرّبة لتخصيص المبيعات وتحقيق نتائج مُذهلة (2003)
- احتضن موظفيك: الطريقة المُجرّبة لتوظيف موظفيك وإلهامهم وتقديرهم وتحقيق نتائج رائعة (2008)
- بيع "طريقة احتضان عملائك": العملية المُجرّبة لتصبح بائعًا شغوفًا وناجحًا مدى الحياة (2018)